# Richard Berry
Pour les articles homonymes, voir Benguigui, Berry (homonymie), Richard Berry (homonymie) et Berri.
Richard Berry, né Richard Élie Benguigui, est un acteur, réalisateur et scénariste français, né le 31 juillet 1950 à Paris.
Sa mise en scène de Nos femmes est récompensée en 2014 aux Globes de cristal dans la catégorie « meilleure pièce de théâtre ».
Sa pièce Plaidoiries où il est seul en scène est récompensée d'un globe de cristal en 2019 dans la catégorie "meilleure pièce de théâtre"

## Biographie

### Famille, jeunesse, études
Issu d'une famille juive d'Oran, en Algérie française, Richard Élie Benguigui est le fils de Moïse (Maurice) Benguigui et de Stella Valency Levy,,, commerçants. L’année de ses 14 ans, son père change de patronyme, lui substituant « Berry ». Richard, sa sœur Marie-Claire (née en 1952) et son frère Philippe (1956-2019) — futur mari de l'actrice Josiane Balasko — grandissent dans le quartier populaire de Bonne-Nouvelle (Paris 2e) puis à Boulogne-Billancourt où leurs parents tiennent une boutique de prêt-à-porter.
En 1966, alors âgé de 16 ans et élève au lycée Janson-de-Sailly, il se passionne pour le théâtre, intègre une troupe de comédiens amateurs et affectionne les classiques de Racine, Corneille, Molière et Beaumarchais.

### Carrière

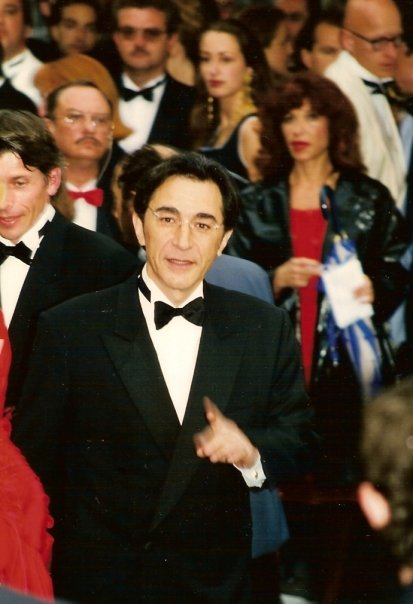
Richard Berry au Festival de Cannes 1996.

En 1970, il est admis par concours au Conservatoire national supérieur d'art dramatique avec pour professeurs Jean-Laurent Cochet et Antoine Vitez : il ressort avec le premier prix en 1973, avant d'intégrer cette même année la Comédie-Française dont il devient pensionnaire et où il restera jusqu'en 1980, ce qui lui permet de jouer une vingtaine de pièces classiques.
En 1974, il fait une première apparition au cinéma dans La Gifle de Claude Pinoteau avec Lino Ventura, Isabelle Adjani et Annie Girardot.
En 1978, Élie Chouraqui lui offre son premier grand rôle au cinéma dans Mon premier amour aux côtés de Nathalie Baye, Anouk Aimée et Gabriele Ferzetti. Il tourne alors quatre à cinq films par an.
Il est dirigé par Alexandre Arcady dans de nombreux films : Le Grand Pardon et Le Grand Pardon 2, Le Grand Carnaval, L'Union sacrée, Pour Sacha et Entre chiens et loups… Il est aussi employé par Christine Pascal pour laquelle il joue dans trois films : La Garce, Le petit prince a dit (pour lequel il est nommé au César du meilleur acteur et obtient le prix d'interprétation au festival de Montréal) et Adultère, mode d'emploi.
Deux jours avant le début du Festival international du film de comédie de l'Alpe d'Huez en 1999, Richard Berry est victime d'un accident de moto avec Patrick Timsit sur le siège passager. À la suite de cette mésaventure, il ressent le besoin de réaliser un film. Il accomplit ce désir avec L'Art (délicat) de la séduction qui fait jouer Patrick Timsit et donne à Cécile de France son premier grand rôle. Il réalise ensuite Moi César, 10 ans ½, 1m39, film dans lequel il donne une nouvelle fois un rôle à sa fille Joséphine Berry. Après ces deux films dont la tonalité majeure est comique, il s'essaie au thriller psychologique dans La Boîte noire où José Garcia interprète un de ses premiers grands rôles tragiques aux côtés de Marion Cotillard. Son quatrième film est L'Immortel, avec Jean Reno.
Pour sa cinquième réalisation, il met en scène sa propre pièce de théâtre, Nos femmes, dans laquelle il dirige Daniel Auteuil et Thierry Lhermitte.
Pour son film suivant, Tout, tout de suite, il dirige Steve Achiepo et Marc Ruchmann dans l'adaptation du roman du même nom de Morgan Sportès, inspiré de l'affaire du gang des barbares.
En 2018, il reprend au théâtre Plaidoiries de Matthieu Aron, une pièce basée sur cinq grandes plaidoiries d'avocats, dont celle de Gisèle Halimi au procès de Bobigny en 1972. Plaidoiries a été récompensé aux Globes de cristal en 2019 dans la catégorie « meilleure pièce de théâtre ».
En 2019, il tient le rôle principal dans le téléfilm La Loi de Damien d'Arnaud Sélignac, dans lequel il revêt la robe d'un avocat pour défendre un cas, de prime abord indéfendable.

## Vie privée

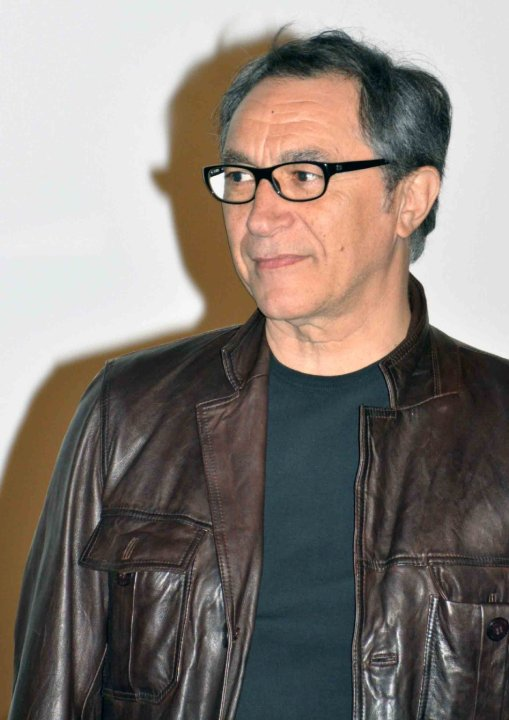
Richard Berry en 2010 à l'avant-première du film L'Immortel.

Richard Berry est collectionneur de montres et joueur d'échecs. Il est parrain des associations Action Écoles, Enfance majuscule et le président d'honneur de la Fondation du rein.
En 1976, sa fille Coline naît de sa relation avec la comédienne Catherine Hiegel.
En 1984, il se marie avec la chanteuse et actrice Jeane Manson. Le couple divorce deux ans plus tard.
Il se remarie par la suite à l'actrice franco-britannique Jessica Forde avec laquelle il a eu une fille en 1992, l'actrice Joséphine Berry.
En 2008, il a une relation avec Laurence Ferrari[source insuffisante].
Il vit à Montmartre (Paris 18e) avec la comédienne Pascale Louange. Ils ont une fille, Mila Berry Louange, née en 2014. Le couple est marié depuis 2016.
En 2005, il donne un rein à sa sœur Marie-Claire Berry, dont il est très proche et qui est alors en insuffisance rénale terminale car elle est atteinte du syndrome d'Alport, une maladie génétique. Marie-Claire a déjà bénéficié trente-trois ans plus tôt d'une greffe de rein, un rein donné par sa mère Stella. En 2005, Marie-Claire écrit un livre sur sa maladie, Le Don de soi, qui contribue à faire connaître les problèmes de la greffe au grand public.
Richard Berry est le parrain de « l'Association pour l'information et la recherche sur les maladies rénales génétiques » (AIRG France), il raconte : « Très concerné par les maladies rénales génétiques, j’ai décidé de m’investir personnellement aux côtés de l’AIRG dans son combat pour informer les patients, les aider, et soutenir la recherche sur les pathologies rénales. J’ai l’intention de mettre ma notoriété, chaque fois que je le pourrai, au service de la cause que défend cette association »,.

## Affaires judiciaires

### Accusations d'inceste, de viol et d'agressions sexuelles
En janvier 2021, la fille aînée de Richard Berry, Coline Hiegel Berry, dépose une plainte au parquet de Paris contre lui et son ancienne épouse, Jeane Manson, pour inceste, viols, agressions sexuelles et corruption de mineur, qui auraient été commis à l’époque où elle était mineure, entre ses 8 et 10 ans. Elle affirme avoir été contrainte à des jeux sexuels avec son père et Jeane Manson, en présence également de Shirel, la fille de Jeane Manson, et que cela a eu lieu  « dans un contexte de violences conjugales notoires ».
Une enquête préliminaire est ouverte le 25 janvier 2021 et confiée à la brigade de protection des mineurs.
Richard Berry reconnaît des violences physiques sur Catherine Hiegel et Jeane Manson,, mais dément les accusations portées contre lui par sa fille, publiant notamment à ce sujet un message sur son compte Instagram,,,,. 
Les accusations de Coline Berry sont démenties par Shirel, la fille de Jeane Manson : « Aucun abus, aucun attouchement, rien. […] Moi j’étais là avec ma mère comme l'atteste Coline [Berry]. Et je sais que les accusations de Coline sont fausses du premier au dernier mot. ». Shirel dit aussi qu'elle ne « confirme rien » des faits dont est accusé le comédien et affirme avoir été harcelée par Coline Berry pour l'obtention d'un témoignage validant son accusation. Coline Berry assure pourtant que, six jours plus tôt, Shirel lui a envoyé un texto dans lequel elle explique avoir « réussi à dépasser cet épisode et à tourner la page en ignorant ce personnage qui nous a fait du mal, bien différent de l'image publique qu'il se donne ». Shirel poursuit : « Je ne peux [pas pour ma part] parler d'attouchements fort heureusement. Je ne sais ce qui s'est passé pour toi, mais je te soutiens dans ta démarche de dire la vérité. »
Coline Berry est soutenue par sa mère Catherine Hiegel, qui déclare dans Le Point : « Je suis aux côtés de ma fille. » Elle reçoit également le soutien de sa cousine Marilou Berry et de sa tante Josiane Balasko.
Le 1er septembre, la procédure visant Richard Berry est classée sans suite pour prescription par le parquet de Paris,.

#### Jeane Manson accuse Coline Berry de diffamation
Poursuivie en diffamation par Jeane Manson, Coline Berry a été déclarée coupable par le Tribunal correctionnel d'Aurillac le 14 avril 2022. Le tribunal jugeait qu'elle n'apportait pas la preuve de ses allégations et qu'elle n'était pas de bonne foi. Coline Berry a également été condamnée à indemniser la plaignante,. 
Ce jugement a été intégralement confirmé par la Cour d'appel de Riom le 8 décembre 2022, qui a notamment retenu : « À l'examen des nombreuses pièces et témoignages produits, le Tribunal a parfaitement analysé l'existence d'un clivage au sein de la famille Berry et d'une animosité de Mme Berry à l'égard de son père »,. 
Le 5 décembre 2023, la Cour de cassation annule la condamnation du 8 décembre 2022 de Coline Berry-Rojtman par la cour d’appel de Riom et renvoie le dossier devant la cour d’appel de Lyon.

#### Catherine Hiegel accuse Richard Berry de violence conjugale
Le 23 mai 2024 est publiée sur le compte Instagram « Après les violences » une photo de Catherine Hiegel accusant Richard Berry de violences conjugales graves : elle y tient un bloc-notes sur lequel est écrit : « Il cogne ma tête contre le lavabo. Recousue à l’arcade, plusieurs gifles. La dernière, enceinte de sept mois, m’explose le tympan. Coline se retourne dans mon ventre. Condamnée à une césarienne. Je n’ai pas porté plainte. Je l’ai quitté !! ». L’actrice explique cette photo, prise par Marc Melki, par sa révolte contre l’attitude de Richard Berry et Jeane Manson, qui « ont dit de telles horreurs sur [Coline], la traitant de mytho et de menteuse ». Le comédien dément fermement ce récit, ne reconnaissant qu’une claque pour avoir été traité de « sale juif ».

## Filmographie

### Acteur

#### Cinéma
- 1972 : Absences répétées de Guy Gilles : un employé de la banque
- 1974 : La Gifle de Claude Pinoteau : un élève (non crédité au générique)
- 1976 : Le Bon et les Méchants de Claude Lelouch : un résistant (non crédité)
- 1978 : Mon premier amour d'Élie Chouraqui : Richard
- 1980 : Premier Voyage de Nadine Trintignant : Jean Decaze
- 1980 : Un assassin qui passe de Michel Vianey : Jacques
- 1980 : L'Homme fragile de Claire Clouzot : Henri Natange
- 1980 : Putain d'histoire d'amour de Gilles Béhat : Paul
- 1982 : Le Grand Pardon d'Alexandre Arcady : Maurice Bettoun
- 1982 : Une chambre en ville de Jacques Demy : François Guilbaud
- 1982 : Le Crime d'amour de Guy Gilles : Michel Naulet
- 1982 : La Balance de Bob Swaim : Mathias Palouzi
- 1982 : La Trace de Bernard Favre : Joseph
- 1983 : Le Jeune Marié de Bernard Stora : Billy
- 1983 : Le Grand Carnaval de Alexandre Arcady : Rémy Castelli
- 1984 : L'Addition de Denis Amar : Bruno Vinclert
- 1984 : La Garce de Christine Pascal : Lucien Sabatier
- 1985 : Urgence de Gilles Béhat : Jean-Pierre Mougin
- 1985 : Lune de miel de Patrick Jamain : Michel
- 1985 : Spécial Police de Michel Vianey : David Ackerman
- 1986 : Suivez mon regard de Jean Curtelin : le narrateur
- 1986 : Taxi Boy d'Alain Page : Gérard Lepetit / Manuel del Castillo
- 1986 : Un homme et une femme : Vingt ans déjà de Claude Lelouch : lui-même
- 1987 : Spirale de Christopher Frank : Jérôme
- 1987 : Cayenne Palace d'Alain Maline : Noël
- 1989 : Migrations (Seobe) d'Aleksandar Petrović : Arandjel Isakovic
- 1989 : L'Union sacrée d'Alexandre Arcady : Karim Hamida
- 1989 : Modigliani de Franco Brogi Taviani (it) : Amedeo Modigliani
- 1990 : La Baule-les-Pins de Diane Kurys : Michel
- 1990 : Pour Sacha d'Alexandre Arcady : Sacha
- 1991 : Ma vie est un enfer de Josiane Balasko : Xavier Langsam
- 1991 : L'Entraînement du champion avant la course de Bernard Favre : Fabrice
- 1991 : Mayrig d'Henri Verneuil : Azad (voix)
- 1992 : 588, rue Paradis d'Henri Verneuil : Pierre Zakar
- 1992 : Le Grand Pardon 2 d'Alexandre Arcady : Maurice Bettoun
- 1993 : Le Petit Prince a dit de Christine Pascal : Adam Leibovich
- 1993 : Le Joueur de violon de Charles Van Damme : Armand
- 1994 : Consentement mutuel de Bernard Stora : Romain
- 1995 : L'Appât de Bertrand Tavernier : Alain
- 1995 : Adultère, mode d'emploi de Christine Pascal : Simon Chama
- 1996 : Pédale douce de Gabriel Aghion : Alexandre Agut
- 1996 : Tout est fini entre nous de Furio Angiolella (de) : Daniele Fornari
- 1997 : Un grand cri d'amour de Josiane Balasko : Hugo Martial
- 1997 : K d'Alexandre Arcady : le narrateur
- 1998 : Une journée de merde de Miguel Courtois : Marc Chanois
- 1999 : Quasimodo d'El Paris de Patrick Timsit : Claude Frollo
- 1999 : Lettre à mon frère Guy Gilles, cinéaste trop tôt disparu de Luc Bernard : lui-même
- 2000 : Les Gens qui s'aiment de Jean-Charles Tacchella : Jean-François
- 2001 : 15 août de Patrick Alessandrin : Max
- 2001 : Un ange de Miguel Courtois : David Koskas
- 2002 : Ah ! si j'étais riche de Gérard Bitton et Michel Munz : Gérard dit Gégé
- 2002 : Corto Maltese, la cour secrète des arcanes de Pascal Morelli : Corto Maltese
- 2002 : Entre chiens et loups d'Alexandre Arcady : Adrien
- 2002 : Le Nouveau Jean-Claude de Didier Tronchet : Luis
- 2003 : Mes enfants ne sont pas comme les autres de Denis Dercourt : Jean Debart
- 2003 : Tais-toi ! de Francis Veber : Vernet
- 2004 : L'Américain de Patrick Timsit : le professeur d'anglais
- 2005 : La Doublure de Francis Veber : Maître Foix
- 2006 : Les Aiguilles rouges de Jean-François Davy : le père de Luc
- 2006 : Terminus de Francis Veber (court métrage de 3 minutes)
- 2007 : Comme ton père de Marco Carmel : Serge
- 2007 : J'veux pas que tu t'en ailles de Bernard Jeanjean : Paul
- 2008 : Les Insoumis de Claude-Michel Rome : Vincent Drieu
- 2008 : Cliente de Josiane Balasko : Lucas
- 2008 : L'Emmerdeur de Francis Veber : Ralf Milan
- 2009 : Le Coach d'Olivier Doran : Maximilien Chêne
- 2010 : L'Immortel de Richard Berry : Aurelio Rampoli
- 2010 : Le Marquis de Dominique Farrugia : Quentin Tasseau
- 2012 : Rue Mandar de Idit Cebula : Charles
- 2013 : Avant l'hiver de Philippe Claudel : Gérard
- 2015 : Nos femmes de Richard Berry : Max
- 2015 : L'Origine de la violence d'Élie Chouraqui : Adrien Fabre
- 2015 : Tout, tout de suite de Richard Berry : Didier Halimi
- 2016 : Père fils thérapie ! d'Émile Gaudreault : Jacques Laroche
- 2017 : Numéro une de Tonie Marshall : Jean Beaumel
- 2018 : Eva de Benoît Jacquot : Régis Grant
- 2018 : Les Goûts et les Couleurs de Myriam Aziza : Norbert Benloulou
- 2022 : Un jour pas comme les autres de Pascal Lastrajoli, court métrage de 14 minutes.
- 2025 : La Tournée de Florian Hessique : Grégory Laurent

#### Télévision
- 1973 : Au théâtre ce soir : Le Bonheur des autres de Robert Favart, mise en scène Jacques Sereys, réalisation Georges Folgoas, théâtre Marigny : Djelal
- 1979 : Les Acteurs de bonne foi de Marivaux, réalisation François Chatel : Eraste
- 1980 : Le Cœur en écharpe de Philippe Viard : Charles
- 1981 : La Dernière Nuit de Didier Decoin : le comte de Bothwell
- 1981 : Un petit paradis de Michel Wyn : Marc Besson
- 1982 : Fausses Notes de Peter Kassovitz : Youri Belaïev
- 1982 : La Dame de cœur de Jean Sagols : Dupérier
- 1991 : Le Prix d'une vie (Comprarsi la vita) de Domenico Campana : Giorgio
- 1995 : Victor et François de Josée Dayan : Roland
- 1995 : Machinations de Gérard Vergez : Jean Queiros
- 1995 : Le Cavalier des nuages de Gilles Béhat : Joss
- 1995 : Les Agneaux de Marcel Schüpbach : le père
- 1996 : L'Enfant du secret de Josée Dayan : Saint Brieux
- 1996 : La Vie avant tout de Miguel Courtois : François
- 2003 : Péril imminent de Christian Bonnet : David Marchal
- 2003 : Mon voisin du dessus de Laurence Katrian : Alain Gareda dit Papounet
- 2004 : Du côté de chez Marcel de Dominique Ladoge : le récitant
- 2004 : Péril imminent : Mortel Chahut d'Arnaud Sélignac : Me David Marchal
- 2006 : Chasse à l'homme d'Arnaud Sélignac : Lucien Aimé-Blanc
- 2008 : Une suite pour deux de Didier Albert : Laurent Rozier
- 2011 : Le Grand Restaurant II de Gérard Pullicino : un homme du « vestiaire absurde »
- 2013 : Silences d'Etat de Frédéric Berthe : Jacques Rohmerieu
- 2014 : Lanester de Franck Mancuso : Éric Lanester
- 2014 : L'Esprit de famille de Frédéric Berthe : le professeur Antoine Legendre
- 2014 : Résistance de Miguel Courtois : le père de Lili
- 2015 : Lanester : Memento Mori de Franck Mancuso : Éric Lanester
- 2016 : Lanester : Les Enfants de la dernière pluie de Jean-Marc Brondolo : Éric Lanester
- 2017 : Les Crimes silencieux de Frédéric Berthe : le commissaire François Dubois
- 2018 : Mike (série OCS) de Frédéric Hazan : Alain
- 2019 : La Loi de Damien d'Arnaud Sélignac : Me Damien Turenne

#### Doublage
- 1997 : Mad City : Max Brackett (rôle tenu par Dustin Hoffman)
- 2002 : Corto Maltesse en Sibérie

### Réalisateur
- 2000 : L'Art (délicat) de la séduction
- 2003 : Moi César, 10 ans ½, 1m39
- 2005 : La Boîte noire
- 2010 : L'Immortel
- 2015 : Nos femmes
- 2016 : Tout, tout de suite

## Voix off
- 1984 : Sauvage et Beau de Frédéric Rossif
- 2007 : Eva Braun dans l'intimité d'Hitler, de Daniel Costelle et Isabelle Clarke (documentaire)[42]
- 2015 : Délivrance, de Jean-François Delassus (documentaire sur la Libération de la France)
- 2017 : Le Livre de ma mère, d'après le livre d'Albert Cohen, pièce mise en scène par Dominique Pitoiset, avec Patrick Timsit.

## Théâtre

### Comédie-Française
- 1973 : Les Fourberies de Scapin de Molière, mise en scène Jacques Échantillon
- 1973 : Dom Juan de Molière, mise en scène Antoine Bourseiller
- 1973 : Le Jeu de l'amour et du hasard de Marivaux, mise en scène Jean Meyer, théâtre des Célestins
- 1973 : La Critique de l'École des femmes de Molière, mise en scène Jean Meyer
- 1974 : Andromaque Actes I & II de Racine, mise en scène Jean-Paul Roussillon, Comédie-Française au Petit Odéon
- 1974 : Ondine de Jean Giraudoux, mise en scène Raymond Rouleau
- 1974 : Les Marrons du feu d'Alfred de Musset, mise en scène Francis Huster
- 1975 : Le Misanthrope de Molière, mise en scène Jean-Luc Boutté et Catherine Hiegel, Comédie-Française, tournée
- 1975 : L'Île de la raison de Marivaux, mise en scène Jean-Louis Thamin
- 1975 : La Jalousie du Barbouillé de Molière, mise en scène Alain Pralon
- 1975 : Les Fourberies de Scapin de Molière, mise en scène Jacques Échantillon
- 1976 : Hommage à Jean Cocteau, Comédie-Française
- 1976 : Maître Puntila et son valet Matti de Bertolt Brecht, mise en scène Guy Rétoré
- 1976 : Hommage à Georges Bernanos, Comédie-Française
- 1976 : Cyrano de Bergerac d'Edmond Rostand, mise en scène Jean-Paul Roussillon
- 1976 : Cœur à deux de Guy Foissy, mise en scène Jean-Pierre Miquel
- 1976 : Lorenzaccio d'Alfred de Musset, mise en scène Franco Zeffirelli
- 1977 : En plein cœur (soirée littéraire), Comédie-Française
- 1977 : Les Fourberies de Scapin de Molière, mise en scène Jacques Échantillon
- 1977 : La Navette d'Henry Becque, mise en scène Simon Eine
- 1977 : Les Acteurs de bonne foi de Marivaux, mise en scène Jean-Luc Boutté]
- 1978 :    Le Barbier de Séville de Beaumarchais mise en scène Michel Etcheverry
- 1979 :    Les Fausses confidences de Marivaux mise en scène de Michel Etcheverry
- 1979 : Dave au bord de mer de René Kalisky, mise en scène Antoine Vitez, Comédie-Française au théâtre de l'Odéon
- 1980 :Tartuffe de Molière, mise en scène Jean-Paul Roussillon

### Hors Comédie-Française
- 1986 : B29 d'Alain Page, mise en scène Derek Goldby, théâtre de la Porte-Saint-Martin
- 1986 : Adriana Monti de Natalia Ginzburg, mise en scène Maurice Bénichou, théâtre de l'Atelier
- 1989 : Andromaque de Racine, mise en scène Roger Planchon, TNP Villeurbanne
- 1989 : L'Ex-femme de ma vie de et mise en scène Josiane Balasko, théâtre du Gymnase Marie-Bell
- 1993 : Partenaires de David Mamet, mise en scène Bernard Stora, théâtre de la Michodière
- 1996 : Un grand cri d'amour de et mise en scène Josiane Balasko, théâtre de la Michodière
- 2000 : Trois versions de la vie de Yasmina Reza, mise en scène Patrice Kerbrat, théâtre Antoine-Simone-Berriau
- 2003 : Café chinois d’Ira Lewis, adaptation et mise en scène Richard Berry, théâtre de la Gaîté-Montparnasse
- 2005 : L'Emmerdeur de Francis Veber, théâtre de la Porte-Saint-Martin
- 2009 : Qui est M. Schmitt ? de Sébastien Thiéry, mise en scène José Paul et Stéphane Cottin, théâtre de la Madeleine
- 2010 : De beaux lendemains d'après le roman de Russell Banks, mise en scène Emmanuel Meirieu, Nuits de Fourvière
- 2011 : Le Début de la fin de Sébastien Thiéry, mise en scène Richard Berry, théâtre des Variétés
- 2012 : Inconnu à cette adresse de Kressmann Taylor, mise en scène Delphine de Malherbe, théâtre Antoine
- 2013 : Le Début de la fin de Sébastien Thiéry, mise en scène Richard Berry, tournée
- 2013 : Nos femmes d'Éric Assous, mise en scène Richard Berry, théâtre de Paris, récompensée en 2014 aux Globes de cristal dans la catégorie « meilleure pièce de théâtre », reprise en 2015
- 2017 : La Nouvelle d'Éric Assous, mise en scène Richard Berry, théâtre de Paris
- 2018 : Plaidoiries de Matthieu Aron, mise en scène Éric Théobald, théâtre Antoine
- 2020 : Plaidoiries de Matthieu Aron, mise en scène Éric Théobald, Théâtre libre
- 2024 : L'Audience est ouverte, mise en scène Éric Théobald, Théâtre de la Michodière

## Discographie

### 45 T
- 1987 : L'Amour l'amour / L'Amour l'amour (instr.)